# Souel
Souel é uma comuna francesa na região administrativa de Occitânia, no departamento de Tarn. Estende-se por uma área de 9,7 km². Em 2010 a comuna tinha 167 habitantes (densidade: 17,2 hab./km²).